# Sainte-Feyre-la-Montagne
Sainte-Feyre-la-Montagne település Franciaországban, Creuse megyében. Lakosainak száma 120 fő (2022. január 1.). Sainte-Feyre-la-Montagne Moutier-Rozeille, Néoux és Saint-Frion községekkel határos.

## Népesség
A település népessége az elmúlt években az alábbi módon változott:
| Lakosok száma | 138  | 144  | 144  | 104  | 134  | 133  | 130  | 123  | 122  | 120  |
|               | 1968 | 1982 | 1990 | 2006 | 2013 | 2015 | 2017 | 2019 | 2020 | 2022 |